# Landru und die Ewigkeit
Landru und die Ewigkeit (Originaltitel: The Return of the Archons) ist die nach Ausstrahlungsreihenfolge 21. bzw. nach Produktionsreihenfolge 22. Episode der ersten Staffel der Science-Fiction-Fernsehserie Raumschiff Enterprise. Sie wurde in englischer Sprache erstmals am 9. Februar 1967 bei NBC ausgestrahlt. In Deutschland war sie zum ersten Mal am 21. Dezember 1987 in einer synchronisierten Fassung bei Sat.1 zu sehen, nachdem das ZDF sie bei der deutschen Erstausstrahlung der Serie in den Jahren 1972 bis 1974 übergangen hatte.

## Handlung
Im Jahr 2267 bei Sternzeit 3156,2 führt die Enterprise eine verdeckte Untersuchung des Planeten Beta III durch, um das Schicksal des vor 100 Jahren verschwundenen Raumschiffs Archon zu klären. Steuermann Sulu und Lieutenant O’Neil tarnen sich als Einheimische und führen Nachforschungen auf der Oberfläche durch. Allerdings werden sie als Fremde erkannt und ziehen die Aufmerksamkeit von zwei Personen in Kapuzenmänteln auf sich. Sulu aktiviert ein Notsignal, um zurück aufs Schiff gebeamt zu werden. Da O’Neil flieht, wird nur Sulu erfasst, zuvor kann aber einer der Kapuzenmänner noch seinen Stab auf ihn richten. Als Sulu im Transporterraum der Enterprise materialisiert, erinnert er sich weder an die Geschehnisse auf dem Planeten noch an die anwesenden Personen. Stattdessen erzählt er in einem Zustand glückseliger Verwirrung von angeblich paradiesischen Zuständen auf dem Planeten.
Captain Kirk will nun mehr erfahren und beamt mit einem größeren Außenteam bestehend aus dem ersten Offizier Spock, dem Schiffsarzt McCoy, dem Soziologen Lindstrom und zwei Sicherheitsoffizieren auf den Planeten. In den Gesichtern aller Einheimischen stellt er einen seltsamen Ausdruck zufriedener Gleichgültigkeit fest. Kirk und seine Leute geben sich als Fremde aus „dem Tal“ aus. Ein Mann namens Bilar fragt sie, ob sie wegen des „Festes“ hier seien. Er empfiehlt ihnen als Unterkunft das Hotel von Reger, dessen Tochter Tula gerade vorbeikommt. Er rät ihnen auch zur Eile, denn die „rote Stunde“, die das „Fest“ einläutet, steht unmittelbar bevor. Als nun die Stunde schlägt, verändert sich das Verhalten der Einheimischen schlagartig: Bilar fällt über Tula her und vergewaltigt sie, andere Personen gehen aufeinander los oder werfen Scheiben ein. Kirk und seine Leute flüchten ins Hotel, wo sie auf die drei älteren Herren Reger, Tamar und Hacom treffen. Reger bietet ihnen eine Unterkunft an, doch Hacom meint, sie sollen lieber am Fest teilnehmen, das sei Landrus Wille. Auf den Hinweis, dass seine Tochter in Gefahr sei, meint Reger, auch das sei Landrus Wille.
Als das „Fest“ am nächsten Morgen endet, nehmen die Einwohner abrupt wieder ihren ursprünglichen Geisteszustand an, als sei nichts geschehen. Als Reger merkt, dass das Außenteam nicht am „Fest“ teilgenommen hat, fragt er erstaunt, ob sie Archonen sind. Kirk kommt nicht zu einer Gegenfrage, denn nun tritt Hacom mit den zwei Kapuzenmännern ein, bei denen es sich um sogenannte Gesetzgeber handelt. Sie verlangen von den Fremden, sie zu den Absorptionskammern zu begleiten. Kirk weigert sich und die Gesetzgeber zögern, denn sie sind Widerworte nicht gewohnt und wissen nicht so recht, wie sie damit umgehen sollen. Reger und das Außenteam nutzen ihre Verwirrung, um aus dem Hotel zu fliehen. Schon nach wenigen Metern bildet sich ein Mob und verfolgt sie. Mithilfe ihrer Phaser können sie die Einheimischen leicht betäuben. Dabei finden sie den vermissten O’Neil wieder.
Reger führt das Team jetzt in ein Versteck. Dort erzählt er von den Archonen: Landru habe sie vom Himmel geholt, viele seien gestorben, die anderen seinen in die hiesige Gesellschaft absorbiert worden. Da Spock ganz in der Nähe eine starke Energiequelle ortet, fürchtet er, das Schicksal des Raumschiffs Archon könne indessen auch die Enterprise treffen. Ein Funkruf zum Schiff bestätigt, dass es von Hitzestrahlen beschossen wird, deren Abwehr allmählich die gesamte Schiffsenergie verbraucht. Die Umlaufbahn wird kleiner und in weniger als zwölf Stunden wird das Schiff zerstört. Der Funkspruch verrät außerdem die Position des Außenteams und in dem Versteck erscheint nun die Projektion eines Mannes, der sich als Landru vorstellt. Er erklärt, die Enterprise und ihre Besatzung würde eine Krankheit in diese Welt bringen, in der nichts als Frieden und Ordnung herrsche. Daraufhin wird das Außenteam durch Hyperschall betäubt.
Einige Zeit später finden sich Kirk, Spock, Lindstrom und ein Sicherheitsoffizier in einer Zelle wieder, von den anderen ist nichts zu sehen. Etwas später treten McCoy und Sicherheitsmann Galloway ein und wirken ebenso verwandelt wie Sulu. Jetzt wird Kirk fortgebracht. Auf eine erneute Weigerung reagieren die Gesetzgeber dieses Mal sofort mit einer Todesdrohung. Als Spock schließlich in die Absorptionskammer gebracht wird, trifft er dort den Priester Marplon. Dieser offenbart Spock, dass er und Reger einer Untergrundorganisation angehören. Marplon führt an Kirk und Spock nur eine Scheinbehandlung durch.
Zurück in der Zelle diskutieren Kirk und Spock ihr weiteres Vorgehen. Durch das Verhalten der Bewohner und besonders der Gesetzgeber kommen sie zu dem Schluss, dass diese Gesellschaft von einem Computer gesteuert wird. Kirk will diesen Zustand beenden, aber Spock verweist auf die oberste Direktive der Sternenflotte, die ein direktes Eingreifen in die Entwicklung einer Gesellschaft verbietet. Kirk meint, das würde hier nicht gelten, da der Computer jede gesellschaftliche Entwicklung verhindere. Sie können nun zwei Gesetzgeber überwältigen und ziehen deren Kapuzenmäntel an. Sie nötigen Marplon, sie zu Landru zu führen, und dieser willigt zögernd ein. Erneut erscheint eine Projektion Landrus. Kirk und Spock zerstören mit ihren Phasern die Wand hinter ihm. Dahinter kommt ein Computer zum Vorschein, der vor 6.000 Jahren von dem wahren Landru erbaut wurde und indessen den Namen seines Schöpfers angenommen hat. Sie konfrontieren den Computer damit, dass sein ursprünglicher Zweck war, der Gesellschaft Gutes zu tun und ihr zu dienen. Stattdessen hat er sie in eine Jahrtausende währende Stagnation geführt, was etwas Schlechtes ist, ja er selbst sei schlecht. Diese Widersprüche führen schließlich zur Selbstzerstörung des Computers.
Die Enterprise ist inzwischen wieder frei und die Bewohner von Beta III sind zum ersten Mal in ihrem Leben ohne Führung. Kirk lässt ein Team unter der Leitung von Lindstrom zurück, das beim Aufbau einer neuen Gesellschaftsordnung helfen soll.

## Verbindungen zu anderen Star-Trek-Produktionen
Einige Elemente aus dieser Folge wurden in späteren Star-Trek-Produktionen wieder aufgegriffen:
- Die „Oberste Direktive“ wird in dieser Folge das erste Mal erwähnt. Sie verbietet es Angehörigen der Sternenflotte, Einfluss auf Kulturen zu nehmen, die noch nicht zum interstellaren Raumflug fähig sind.
- Dass Kirk einem Computer seine Fehlentscheidung bewusst macht und ihn so zur Selbstzerstörung treibt, wurde später auch in den Folgen Ich heiße Nomad, Der dressierte Herrscher und Computer M5 gezeigt.
- Das Konzept einer Gesellschaft, die von einem Computer gelenkt wird, wurde in der 2. Staffel von Raumschiff Enterprise in der Folge Die Stunde der Erkenntnis erneut aufgegriffen.
- In Folge 1.10 (Keine kleinen Rollen) der animierten Serie Star Trek: Lower Decks von 2020 besucht die Crew der USS Cerritos mehr als 100 Jahre nach der Handlungszeit von Landru und die Ewigkeit erneut Beta III und muss feststellen, dass die Bewohner inzwischen erneut Landru verehren.

## Produktion

### Drehbuch
Die grundlegende Idee zu dieser Folge wurde von Gene Roddenberry bereits 1964 in seinem Entwurf Star Trek is… formuliert, mit dem er Fernsehsender von seiner Vision für die Serie Raumschiff Enterprise überzeugen wollte. Zunächst war angedacht, dass eine scheinbar perfekte Gesellschaft in Wirklichkeit von einem autoritären Führer beherrscht wird. Aus diesem wurde nach einer ersten Überarbeitung ein Computer. Roddenberry zog dies als eine von drei möglichen Ideen für den Pilotfilm zur Serie vor. Für diesen wurde letztlich aber eine andere Idee ausgewählt und zu einem Drehbuch für Der Käfig ausgearbeitet. Roddenberrys Idee der scheinbar perfekten Gesellschaft wurde dann im Verlauf der ersten Staffel von Boris Sobelman zu einem vollwertigen Drehbuch für Landru und die Ewigkeit ausgearbeitet.
Eine ursprünglich vorgesehene Romanze zwischen Lindstrom und Tula wurde aus der finalen Drehbuchfassung gestrichen.
Die Archonen sind nach einem Club namens „The Archons“ benannt, dem Gene Roddenberry während seiner Schulzeit angehörte.

### Darsteller
Charles Macaulay, der Darsteller von Landru, spielte auch Jaris in der Folge Der Wolf im Schafspelz.
John Lormer, der Darsteller von Tamar, spielte auch Theodore Haskins im Pilotfilm Der Käfig (Szenen wiederverwendet in Talos IV – Tabu) und einen Mann in der Folge Der verirrte Planet.
Morgan Farley, der Darsteller von Hacom, spielte auch eine Rolle in der Folge Das Jahr des roten Vogels.
Ralph Maurer, der Darsteller von Bilar, spielte auch einen SS-Offizier in der Folge Schablonen der Gewalt.
Sean Morgan und David L. Ross spielten in mehreren Folgen Besatzungsmitglieder der Enterprise (zumeist ohne Text).

### Drehorte und Kulissen
Die Außenaufnahmen wurden in dem gleichen Stadtset gedreht wie die Folgen Miri, ein Kleinling und Griff in die Geschichte.

### Fehler
Das Drehbuch weist einige Ungereimtheiten auf. So wird beispielsweise nicht erklärt, wozu das „Fest“ überhaupt stattfindet. Ebenso ungeklärt bleibt, warum Tula nach dem Ende des „Fests“ weiterhin traumatisiert ist, anstatt wieder in denselben Zustand zufriedener Gleichgültigkeit zu verfallen wie die anderen Bewohner.

## Adaptionen
James Blish schrieb eine Textfassung von Landru und die Ewigkeit, die auf Englisch erstmals 1973 in der Geschichtensammlung Star Trek 9 erschien. Die deutsche Übersetzung erschien 1973.

## Rezeption
Gene Roddenberry und Boris Sobelman wurden 1968 für ihr Drehbuch zu Landru und die Ewigkeit für einen Writers Guild of America Award in der Kategorie „Episodisches Drama“ nominiert.
David Morgan führte Landru und die Ewigkeit 2016 auf cbsnews.com als eine der besten Folgen von Raumschiff Enterprise auf.
Juliette Harrisson empfahl Landru und die Ewigkeit 2018 auf der Website Den of Geek als eine der Folgen, die man gesehen haben sollte, wenn man die Grundlagen von Star Trek verstehen möchte.
Christian Blauvelt listete Landru und die Ewigkeit 2022 auf hollywood.com in einem Ranking aller 79 Raumschiff-Enterprise-Folgen auf Platz 28.

## Parodien und Anspielungen
In Folge 3.05 (Amazonen machen Snu Snu) der Zeichentrickserie Futurama von 2001 kommt ein Computer vor, der Landru ähnelt.
Die Porno-Parodie Sex at Six von 2001 basiert auf dem „Fest“ aus Landru und die Ewigkeit.
Das 2013 gestartete Filmfranchise The Purge mit fünf Filmen und einer Serie basiert auf dem Konzept, dass einmal im Jahr für einen halben Tag sämtliche Gesetze aufgehoben sind. Diese Grundidee geht direkt auf das „Fest“ aus Landru und die Ewigkeit zurück.
In Folge 1.09 (Spock, Kirk und ein Leistenbruch) der Sitcom Young Sheldon von 2017 schauen sich Sheldon und seine Oma diese Folge im Fernsehen an.